# 天主教喬治敦教區
天主教喬治敦教區（拉丁語：Dioecesis Georgiopolitana）是羅馬天主教在圭亞那一個教區，屬西班牙港總教區。
1837年4月12日建立英屬圭亞那宗座代牧區。1956年5月29日升為教區。
2006年有教友60,588人，佔轄區總人口8.1%。教區下轄廿四個堂區，有卅三名司鐸。現任教區主教為方濟·迪恩·艾倫。